# Fraley Island
Fraley Island är en ö i Kanada.   Den ligger i territoriet Nunavut, i den östra delen av landet, 1 400 km norr om huvudstaden Ottawa.
Omgivningarna runt Fraley Island är i huvudsak ett öppet busklandskap. Trakten runt Fraley Island är nära nog obefolkad, med mindre än två invånare per kvadratkilometer.